# Burbank (Kalifornie)
Burbank je americké satelitní město nacházející se v Kalifornii v sídelní oblasti města Los Angeles přibližně 19 km severně od jeho centra a severovýchodně od Hollywoodu. K roku 2020 zde žilo 107 337 obyvatel.
Město je společně se sousedním Hollywoodem považováno za jedno ze světových center zábavního a filmového průmyslu. Svá sídla nebo studia zde mají mediální společnosti Warner Bros., Warner Music Group, NBCUniversal, The Walt Disney Company, Cartoon Network, Marvel Entertainment, Paramount Global a PBS.
Kromě jiného se zde nachází také jedno z losangeleských letišť, Hollywood Burbank Airport.
Město bylo pojmenováno po Davidu Burbankovi, zubním lékaři a podnikateli.

## Slavní rodáci
- Edmund Kemper (* 1948), sériový vrah[2]
- Tim Burton (* 1958), filmový režisér[3]

## Partnerská města
- Gaborone, Botswana
- Hadrut, Republika Arcach (2014–2020)
- Inčchon, Jižní Korea
- Óta, Japonsko
- Paterna, Španělsko
- Solna, Švédsko